# تلمبه شمس
تلمبه شمس یک منطقهٔ مسکونی در ایران است که در دهستان قناتغستان واقع شده‌است.